# Mariä-Namen-Kathedrale (Minsk)

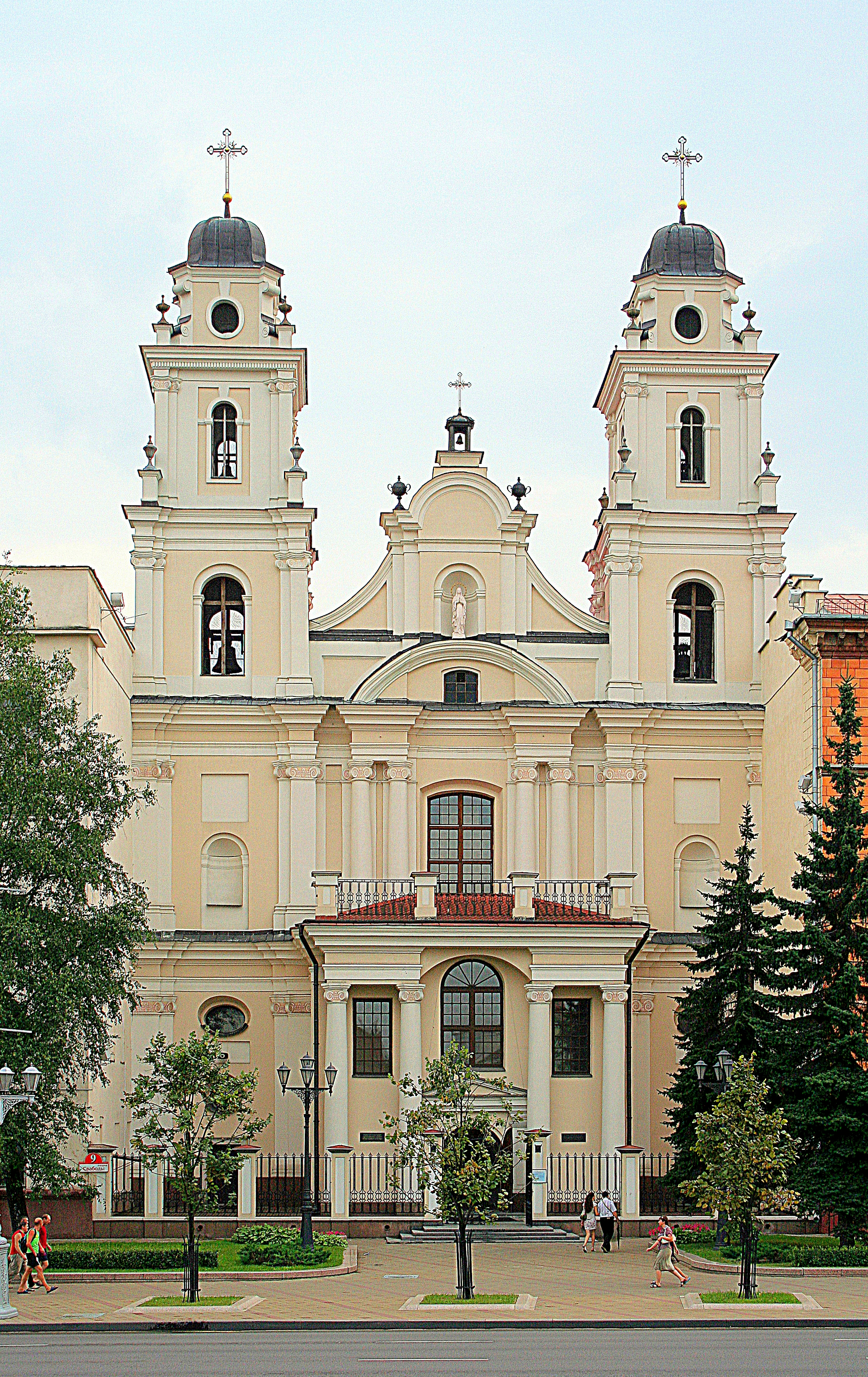
Mariä-Namen-Kathedrale in Minsk

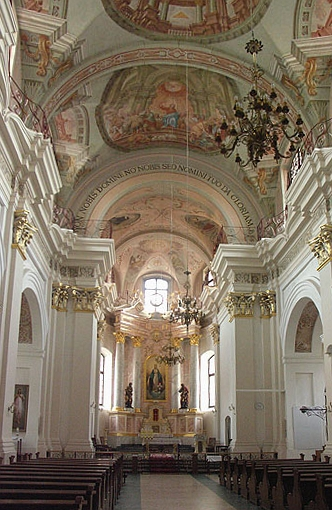
Inneres

Die Mariä-Namen-Kathedrale (belarussisch катэдральны касцёл імя Найсвяцейшай Марыі Панны) ist die Bischofskirche des römisch-katholischen Erzbistums Minsk-Mahiljou in der belarussischen Hauptstadt Minsk. Sie steht am heutigen Freiheitsplatz in der Oberstadt.

## Geschichte
Der ursprüngliche Barockbau wurde 1710, in polnisch-litauischer Zeit, als Jesuitenkirche errichtet. In kaiserlich-russischer Zeit wurde die Kirche nach einem Brand 1797 und der Erhebung zur Kathedrale 1798 erweitert und innen im Stil des Rokoko neu ausgestattet. Eine weitere Umgestaltung erfolgte Mitte des 19. Jahrhunderts.
In sowjetischer Zeit wurde die Kathedrale 1934 profaniert und ihrer Türme beraubt. Die Fassade wurde jener der benachbarten Wohnhäuser angeglichen. Die Kirche erhielt den Namen Haus der Körperkultur. Es wurden Zwischengeschosse eingezogen; der Hauptraum diente als Sporthalle.
Nach dem Ende der Sowjetunion wurde das Gotteshaus 1993 der katholischen Diözese zurückgegeben. Mit polnischer Hilfe wurde es außen und innen rekonstruiert und die Fassade mit ihren Türmen wiedererrichtet. 1997 wurde die Kathedrale wieder geweiht.
In unmittelbarer Nachbarschaft befindet sich das 2002 bis 2005 ebenfalls rekonstruierte Altstädter Rathaus von Minsk.